# Giuseppe Migone
Giuseppe Migone (ur. 11 maja 1875 w Genui, zm. 1 stycznia 1951 w Rzymie) – włoski biskup katolicki, tytularny arcybiskup Nikomedii, jałmużnik papieski za pontyfikatów Piusa XI i Piusa XII w latach 1935–1951.

## Życiorys
Giuseppe Migone urodził się w Genui 11 maja 1875. Po odbyciu studiów filozoficzno-teologicznych został wyświęcony na kapłana 14 sierpnia 1898. W grudniu 1935 otrzymał nominację arcybiskupią. Sakrę przyjął z rąk papieża Piusa XI 19 stycznia 1936. Był tytularnym arcybiskupem Nikomedii. W latach 1935–1951 pełnił urząd jałmużnika papieskiego. Po śmierci Migone w 1951, urząd ten pełnił Diego Venini.